# Alavere (Anija)
Alavere – wieś w Estonii, w prowincji Harju, w gminie Anija. Zamieszkana przez 359 osób (stan na 31.12.2013).